# Dicranopselaphus raii
Dicranopselaphus raii is een keversoort uit de familie keikevers (Psephenidae). De wetenschappelijke naam van de soort werd in 2000 gepubliceerd door Lee, Yang & Satô.